# 220-kV-Leitung Lehrte–Borken

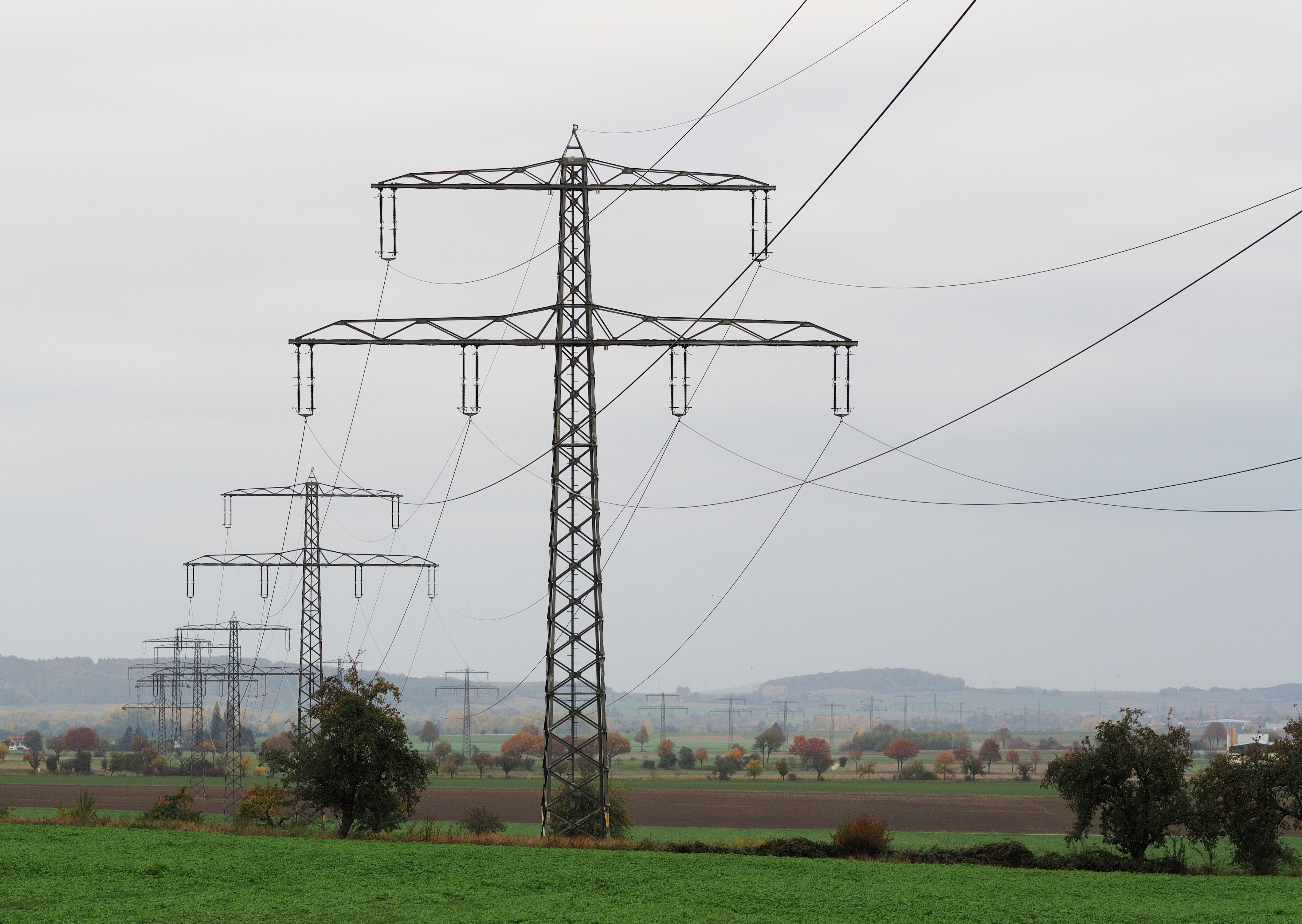
Charakteristisches Mastbild der Originalleitung, hier im Abschnitt nördlich des Umspannwerkes Godenau

Die 220-kV-Leitung Lehrte–Borken war eine ursprünglich 176 km lange Freileitung für Drehstrom-Hochspannungsübertragung, die vom Kraftwerk Borken in Nordhessen zum Umspannwerk Lehrte bei Hannover führte. Sie wurde im Jahr 1929 von der Preußischen Elektrizitäts-Aktiengesellschaft (Preußenelektra) gebaut und markierte den ersten Meilenstein auf dem Weg des Unternehmens zu einem Verbundnetzbetreiber. Neben der zeitgleich fertiggestellten Nord-Süd-Leitung des RWE war sie eine der ersten Leitungen in Deutschland, die für eine Spannung jenseits der 100 kV ausgelegt wurde.
Die Leitung ermöglichte es, günstig erzeugten Strom aus Braunkohle und Wasserkraft über das Pumpspeicherkraftwerk Waldeck zu den Großverbrauchern der dicht besiedelten und industrialisierten Region um Hannover zu transportieren. Von dieser Verbindung ausgehend baute die Preußenelektra in Zusammenarbeit mit benachbarten Netzbetreibern an einem ersten landesweiten Höchstspannungs-Verbundnetz mit.
Schon seit den 1970er Jahren baute die Preußenelektra ihr Höchstspannungsnetz auf 380 kV Spannung aus und band größere und leistungsstärkere Kraftwerke ans Netz an, sodass 1994 das Kraftwerk Borken mitsamt seiner Schaltanlage stillgelegt und der südliche Teil der Leitung zwischen Sandershausen bei Kassel und Borken abgerissen wurde. Der restliche Abschnitt bis Lehrte, der sich im Besitz vom Übertragungsnetzbetreiber Tennet TSO befindet, existiert noch und verläuft nach wie vor zum größten Teil auf den Masten von 1929. Im November 2024 wurden im Zuge des Neubaus der 380-kV-Leitung Wahle–Mecklar weitere Teilstrecken ausgebaut.

## Geschichte

### Gründung der Preußenelektra und Ausdehnung des Netzgebiets
Die Preußische Elektrizitäts-Aktiengesellschaft, kurz Preußenelektra oder PREAG, entstand im Oktober 1927 durch eine Fusion dreier Vorgängerunternehmen:
- Preußische Kraftwerke Oberweser AG mit Sitz in Kassel: Das durch den preußischen Staat im September 1923 gegründete Unternehmen diente dem Zweck, sich an Energieerzeugungs- und versorgungsanlagen in der preußischen Provinz Hessen-Nassau zu beteiligen und diese hierfür in einer Gesellschaft zu bündeln. Hierzu gehörten mehrere Wasserkraftwerke am Main zwischen Aschaffenburg und Frankfurt.
- Gewerkschaft Großkraftwerk Main-Weser AG, ebenfalls mit Sitz in Kassel: Die 1921 gegründete Gesellschaft forcierte sich auf die Nutzung der Braunkohle im Borkener Revier, die mit einem seit 1922 in Bau befindlichen Großkraftwerk verstromt werden sollte.
- Großkraftwerk Hannover AG mit Sitz in Ahlem: Dieses Unternehmen betrieb seit 1925 ein Steinkohlekraftwerk, das die Stadt Hannover mit elektrischem Strom versorgte.

Zum Zeitpunkt der Unternehmensverschmelzungen dehnte sich das Versorgungsgebiet der neu gegründeten Preußenelektra schon von der Weser nördlich von Hannover bis nach Südhessen aus, wobei der Main größtenteils die südliche Grenze des Gebiets bildete. Die Struktur der drei Vorgängerunternehmen wurde in den Grundzügen beibehalten, indem das Kraftwerks- und Leitungsnetz in die Abteilung Kassel, Abteilung Borken und Abteilung Hannover aufgeteilt wurde. Hauptsitz des Unternehmens, das sich im Besitz des preußischen Staates befand, wurde jedoch Berlin.
Schon vor Gründung der Preußenelektra wurden erste Schritte gemacht, ein Hochspannungs-Verbundnetz zwischen den einzelnen Energieversorgern mit Kuppelleitungen zu errichten. So entstand In den Jahren 1923 und 1924 eine 60-kV-Leitung der Preußischen Kraftwerk Oberweser AG vom Kraftwerk Borken ausgehend über die Umspannwerke Felsberg und Sandershausen nach Hann. Münden, das von Norden her über eine 60-kV-Leitung der Großkraftwerk Hannover AG angebunden wurde, die 1926 von Hann. Münden nach Grone und 1927 von Grone zum bestehenden Netz in Hardegsen fertiggestellt wurde. Diese Leitung wiederum führte vom Großkraftwerk Hannover-Ahlem über die Umspannwerke Rethen, Hildesheim, Godenau, Greene, Hardegsen und Grone nach Hann. Münden. In erster Linie war die so entstandene Leitungsverbindung jedoch nicht als Kupplung der beiden Wärmekraftwerke gedacht, sondern diente vorrangig der Stromversorgung im jeweils zugeschlagenen Netzgebiet.

### Erste Pläne für eine Verbundleitung
Das Berliner Magazin der Wirtschaft berichtete in seiner 16. Ausgabe vom April 1929 über die vorausgegangenen Pläne des neuen Energieversorgungsunternehmens, die Stromerzeugung und -verteilung in ihrem bereits relativ großen Netzgebiet wirtschaftlicher zu gestalten. Der damalige Trend weg von den städtischen Elektrizitätswerken hin zu einer zentralisierten Stromerzeugung in Großkraftwerken machte eine Neukonzeption der bestehenden Infrastruktur notwendig, um eine zuverlässige Energieversorgung zu gewährleisten.
Als Vorreiter dieser Entwicklung galt zur damaligen Zeit das Rheinisch-Westfälische Elektrizitätswerk (RWE), das unter ihrem technischen Vorstand Arthur Koepchen zu diesem Zeitpunkt ein in diesen Dimensionen bisher noch nicht erreichtes energiewirtschaftliches Großprojekt initiierte. Durch die Beteiligung an zahlreichen Energieversorgungsunternehmen entlang eines Korridors zwischen dem Kerngebiet des Unternehmens im Rheinland mit seinen Braunkohlevorkommen und den Vorarlberger Alpen sowie dem Südschwarzwald konzipierte man eine Sammelschiene, deren Kernstück eine mit 220 kV betriebene Doppelleitung war, die entlang der Strecke in mehreren Umspannwerken sowohl die Energie aus Braunkohle- als auch aus Wasserkraftwerken aufnahm und sie wiederum im gesamten Netzgebiet verteilen konnte. Je nach Tageszeit konnte so billiger Nachtstrom aus den alpinen Wasserkraftwerken in die Industriezentren an Rhein, Main und Ruhr geführt werden, andersherum konnten mit dem günstig erzeugten Strom der Braunkohlekraftwerke die Wasserpumpen ebenjener Speicherkraftwerke betrieben werden. Diese Nord-Süd-Leitung ging bereits 1926 in einem ersten Teilabschnitt in Betrieb.
Auch die Preußenelektra sah sich mit dem Bau von Leitungen höherer Spannung konfrontiert, als 1928 das Kraftwerk Ahlem seine Produktion auf einen neuen Höchststand brachte. Jedoch war der in Ahlem erzeugte Strom aus Steinkohle in der Kilowattstunde deutlich teurer zu produzieren als der Braunkohlestrom in Borken. Während der Brennstoff in Ahlem vom Deister sowie aus dem fernen Ruhrgebiet her geliefert werden musste, befand sich das Kraftwerk Borken in direkter Nachbarschaft zu größeren Tagebauen. Zudem war Nordhessen zu dieser Zeit sehr dünn besiedelt und fast nicht industrialisiert, weshalb der billige Braunkohlestrom zwar im Überschuss zur Verfügung stand, in der Region jedoch zu wenig Absatz fand. Eine Übertragung des Stroms über die bestehende 60-kV-Leitung nach Hannover, der einzigen Verbindung zwischen nördlichem und südlichem Netzgebiet, war wirtschaftlich nicht machbar, da die Übertragungsverluste auf dieser Spannungshöhe im Vergleich zur Gesamtlänge der Leitung zu einem zu hohen Verlust an elektrischer Leistung führen.
Bei Betrachtung der Nord-Süd-Leitung des RWE, die sogar vorausschauend für eine Spannungshöhe von 380 kV ausgebaut, aber zunächst nur mit 220 kV betrieben werden sollte, stellte man fest, dass eine in Erwartung auf höhere Kapazitäten gebaute, also für die zunächst zur Verfügung stehende elektrische Leistung „zu groß“ dimensionierte Freileitung trotz der anfangs nicht wirtschaftlichen Nutzung immer noch rentabler zu betreiben ist als ein Weiterbetrieb bestehender Leitungen niedrigerer Spannung. In letztgenanntem Fall wäre es durch die hohen jährlichen Abschreibungsquoten zu noch höheren finanziellen Verlusten gekommen.
Jedoch konnte man die Erkenntnisse des RWE-Leitungsnetzbetriebs nicht ohne weiteres auf das Netz der Preußenelektra übertragen. Im hier vorliegenden Fall war kein vergleichsweise eng vermaschtes Netz, sondern nur eine einzige Leitungsverbindung zwischen beiden Regionen vorhanden, insofern erschien der Bau einer 220-KV-Leitung noch sehr viel rentabler. Sogar noch stärker für den Bau einer neuen Höchstspannungs-Verbundleitung sprach der großflächig geplante und teilweise schon in der Realisierung befindliche Ausbau weiterer Kraftwerkskapazitäten in Nordhessen: Das Pumpspeicherkraftwerk Waldeck am Edersee und eine Erweiterung des Kraftwerks Borken um mehrere Kessel, beides seit 1928 in Bau.

### Leitungsbau

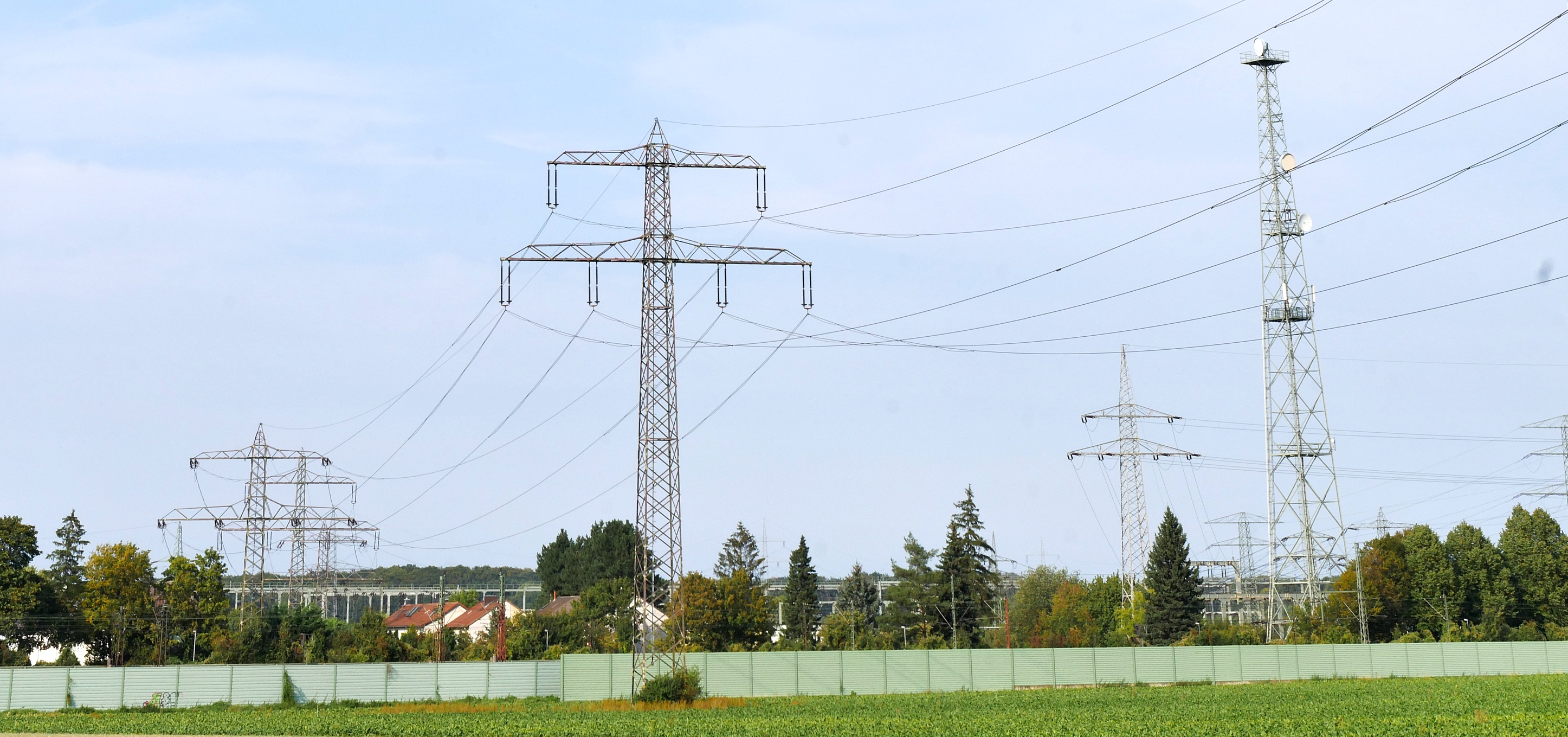
Nördlicher Endpunkt: Umspannwerk Lehrte

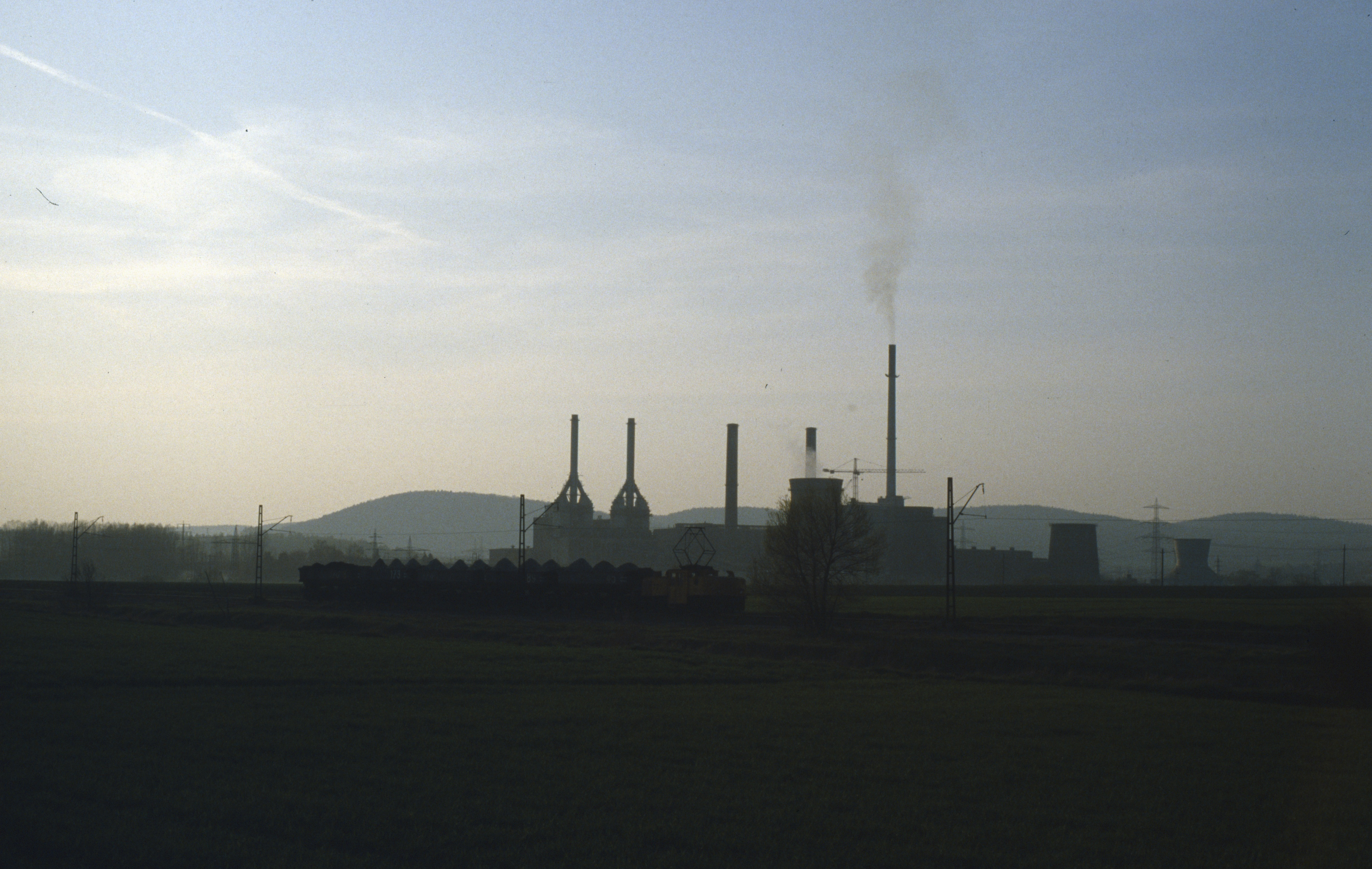
Ehemals südlicher Endpunkt: Kraftwerk Borken (1987)

Die Errichtung der Leitung Lehrte–Borken wurde nach mehrmonatiger Projektierung vom 1. Mai bis zum 15. September des Jahres 1929 durchgeführt. Unter dem Titel „Die 220-kV-Leitung Borken – Hannover“ drehte der Fotograf Paul Wolff eine Kurzdokumentation über die Bauarbeiten. Im Geschäftsbericht 1929 wird bereits die Fertigstellung und Inbetriebnahme der Leitung vermeldet. Jedoch wurde sie nicht von Beginn an mit der vorgesehenen Spannung von 220 kV betrieben, sondern zunächst nur mit einem aufgelegten Stromkreis und 110 kV Spannung. Zusammen mit dem Leitungsbau entstand in Lehrte östlich von Hannover, am nördlichen Endpunkt, das neue Hauptumspannwerk Lehrte, das als Hauptschaltstelle des geplanten Höchstspannungsnetzes der Preußenelektra fungieren sollte.
Ein Jahr nach Fertigstellung der Leitung Lehrte–Borken folgte im Jahr 1930 der Bau der Leitung Waldeck–Borken, die das mittlerweile fertiggestellte Pumpspeicherkraftwerk Waldeck mit der Schaltanlage des Kraftwerks Borken verband. Mit Beginn des Probebetriebs im Kraftwerk Waldeck ging 1931 diese Leitung, ebenfalls mit vorerst 110 kV Spannung, in Betrieb.
1935 begann die Preußenelektra eine zweite 220-kV-Leitung von Lehrte zum Kraftwerk Harbke der Braunschweigischen Kohlen-Bergwerke AG (BKB) zu bauen. Dieses Unternehmen wurde Ende der 1920er Jahre durch Übernahme der Aktienmehrheit unter der Preußenelektra und den Elektrowerken aufgeteilt, nachdem im Sommer 1927 die zwischen beiden Unternehmen umstrittenen Versorgungsgebiete abgegrenzt wurden. Zur selben Zeit baute das RWE in Zusammenarbeit mit den Vereinigten Elektrizitätswerken Westfalen (VEW) eine Fortsetzung ihrer ersten 220-kV-Teststrecke, der vormaligen Leitung Ronsdorf–Genna, über das Koepchenwerk und Gersteinwerk nach Osten bis in Höhe von Bielefeld. Da das RWE bereits im Jahr 1925 Aktien der BKB kaufte, plante es diese Leitung als Anbindung der Kraftwerksstandorte bei Helmstedt.
Die Preußenelektra fasste die Strecke Harbke–Lehrte ihrerseits als Teilstück einer Ost-West-Verbundleitung zwischen RWE, VEW, Preußenelektra und Elektrowerken auf. Für die Verbindung mit den Kraftwerken des letztgenannten Unternehmens sollte die Leitung von Harbke über Magdeburg bis nach Berlin verlängert werden. Genau wie Lehrte–Borken war auch Lehrte–Harbke zuerst nur mit einem 110-kV-Stromkreis in Betrieb. Die mit dem Bau dieser Leitung begonnenen Vorbereitungen für die westliche Fortführung von Lehrte zum Gersteinwerk wurden erst 1937 fortgesetzt, dabei wurde diese auch nicht auf direktem Weg über Bielefeld, sondern über Bierde nach Osnabrück geführt.
Zwischen dem Umspannwerk Lehrte und Rethen nahm die Leitung ursprünglich einen anderen Verlauf. Sie führte von Ahlten aus nach Südwesten und schließlich über den Kronsberg in südliche Richtung. Beim Bau der Leitung nach Bierde Mitte der 1930er Jahre wurde diese Teilstück umverlegt. Die Leitung nach Borken bekam eine neue Trasse weiter östlich, an Höver vorbei, ehe sie nördlich von Müllingen nach Südwesten drehte, wo in Höhe der Bahnstrecke Hannover–Kassel der alte Leitungsverlauf wieder erreicht wurde. Die Leitungstrasse über den Kronsberg wurde fortan für die Leitung nach Bierde benutzt, diese führte anschließend nach Westen, südlich an Hannover vorbei. Noch heute kann man den später geänderten Verlauf anhand unterschiedlicher Mastbauformen auf der noch existierenden Leitung erkennen: Die Masten im später verlegten Abschnitt sind deutlich massiver gebaut.
Im Jahr 1938 wurde auf der Leitung Lehrte–Borken schließlich der zweite Stromkreis aufgelegt, der ebenso mit zunächst 110 kV betrieben wurde. Gleichzeitig begann schließlich der Bau der 220-kV-Schaltanlage im Hauptumspannwerk Lehrte. Mit Inbetriebnahme der Anlage konnte der 220-kV-Betrieb zwischen Lehrte und Borken zusammen mit den anderen Höchstspannungsleitungen der Preußenelektra aufgenommen werden.

### Geplante Erweiterungen
Vorgesehen war eine Verlängerung der 220-kV-Leitung von Borken hinaus bis nach Frankfurt am Main, um sie mit der Nord-Süd-Leitung des RWE zu verbinden. Schon Anfang der 1920er Jahre war das ober- und mittelhessische Gebiet über 60-kV-Leitungen versorgt worden, 1925 baute das PREAG-Vorgängerunternehmen Preußische Kraftwerke Oberweser AG schließlich eine Leitung mit höherer Spannung: Eine 110-kV-Leitung vom Kraftwerk Borken über Gießen, das Kraftwerk Wölfersheim und die Elektricitätscentrale in Frankfurt zum Umspannwerk Dörnigheim.
Tatsächlich wurde das Netz der Preußenelektra mit dem des RWE und der Main-Kraftwerke über eine 110-kV-Leitung vom Kraftwerk Wölfersheim zum Umspannwerk Kelsterbach verbunden. Bevor diese Verbindung überhaupt realisiert werden konnte, kam es im Januar 1928 zu einer Festlegung der zwischen den beiden Unternehmen RWE und Preußenelektra umstrittenen Liefergebiete. Während das RWE mit der Anbindung an die Mainkraftwerke und dem Bau seiner Verbundleitung alle hessischen Gebiete südlich des Mains und westlich von Frankfurt in Besitz nahm, schloss sich Frankfurt am Main dem Versorgungsgebiet des Preußenelektra-Vorgängerunternehmen Preußische Kraftwerke Oberweser AG an. Das Gebiet nördlich des Mains wurde dann in Teilen dem RWE zugeschlagen.
Ebenso war vorgesehen, die Leitung über das Hauptumspannwerk Lehrte hinaus weiter nach Norden in Richtung Hamburg zu verlängern. Intention war eine mögliche Netzkupplung mit der elektrischen Energie aus den norwegischen Wasserkraftwerken. Beide Vorhaben wurden vor Kriegsbeginn 1939 nicht mehr realisiert.

### Bedeutung nach Kriegsende
Ende der 1930er Jahre baute das NS-Regime unter Führung der Elektrowerke AG (EWAG) eine 220-kV-Leitung von Harbke ausgehend über Magdeburg, Marke bei Dessau, Dieskau bei Halle (Saale), Remptendorf, Ludersheim bei Nürnberg und St. Peter nach Ernsthofen bei Linz. Die sogenannte Reichssammelschiene sollte der stetigen Energieversorgung von kriegswichtigen Industrieanlagen dienen und das bestehende 220-kV-Netz in Deutschland ergänzen. Die Elektrowerke AG wurde 1943 daher Eigentum der reichseigenen Vereinigte Industrieunternehmungen AG (VIAG).
Nach Ende des Zweiten Weltkriegs demontierte die sowjetische Besatzungsmacht als Reparationsleistung in großem Maße Infrastruktur, so auch Abschnitte der Reichssammelschiene auf thüringischem Gebiet. Mit der sich weiter fortsetzenden Abriegelung ihrer Besatzungszone, auf deren Gebiet sich 1949 schließlich die DDR gründete, unterbrach man viele Verbindungen zu den westlichen Zonen, auf deren Gebiet sich im selben Jahr die Bundesrepublik Deutschland gründete. Somit war durch die Trennung der Leitung zwischen Harbke und Magdeburg kein Stromaustausch auf der 220-kV-Ebene zwischen den Zonen mehr möglich.
Auf bayerischem Gebiet befand sich nun ein längerer 220-kV-Leitungsabschnitt mit dem Umspannwerk Ludersheim ohne jegliche Verbindung zum restlichen Höchstspannungsnetz (der in Österreich liegende Abschnitt war bis 1947 noch mit 110 kV in Betrieb). Das Bayernwerk als größter Energieversorger des Freistaats Bayern plante schon relativ bald die Wiederherstellung einer Verbindung mit dem westdeutschen 220-kV-Netz. Der Bau des neuen Kohlekraftwerks Aschaffenburg ermöglichte die Aufnahme zusätzlicher elektrischer Energie ins Netz. Bis 1949 entstanden schließlich die neuen 220-kV-Doppelleitungen Ludersheim–Aschaffenburg, Aschaffenburg–Borken und Aschaffenburg–Kelsterbach.
Die Leitung Lehrte–Borken übernahm mit der Inbetriebnahme dieser neuen Leitungen nun auch eine wichtige Funktion im Nord-Süd-Transport elektrischer Energie über das Netzgebiet der Preußenelektra hinaus. Aufgrund der zentralen Lage entwickelte sich Borken zu einem wichtigen überregionalen Knotenpunkt des deutschen Hoch- und Höchstspannungsnetzes. Über die Leitung von Borken nach Aschaffenburg konnte somit letztlich, wie vorgesehen, tatsächlich eine Verbindung des Preußenelektra-Netzes mit dem des RWE über Kelsterbach, wie auch mit dem des Bayernwerks und der verbliebenen Leitung der EWAG – erst ab 1988 betrieb das Bayernwerk das Teilstück der ehemaligen Reichssammelschiene.

#### Umspannwerk Hardegsen
Im Oktober 1942, während des Zweiten Weltkriegs, begann die Otto Schickert & Co. KG (Osco), eine Tochterfirma der Elektrochemischen Werke München, Dr. Adolph, Pietzsch & Co. (EWM), mit dem Bau einer Anlage zur Herstellung von Wasserstoffperoxyd in Rhumspringe. Zur Versorgung der Anlage mit elektrischer Energie wurde gleichzeitig an einem Kohlekraftwerk auf dem Werksgelände gearbeitet. Wegen der Kriegshandlungen und letztendlich der Kapitulation kam es zu keiner Inbetriebnahme des Chemiewerks mehr, das Kohlekraftwerk stand dagegen bereits kurz vor der Inbetriebnahme. 
Um das Werk einerseits zusätzlich mit Energie aus dem Verbundnetz zu versorgen, andererseits Strom aus dem Kraftwerk ins öffentliche Netz abzuführen, baute man eine 110-kV-Doppelleitung von Hardegsen nach Rhumspringe. Diese 1942 fertiggestellte Leitung konnte vor Kriegsende nicht mehr unter Spannung gestellt werden, da das Chemiewerk nicht fertig gebaut wurde und das Umspannwerk Pöhlde – es wurde zeitgleich an einer 110-kV-Leitung von Rhumspringe nach Pöhlde gebaut – noch nicht mit Trennschaltern und Sammelschienen bestückt worden war.
Unmittelbar nach Kriegsende nahm schon 1946 das Kraftwerk Rhumspringe erstmals den Betrieb auf. Um die erzeugte elektrische Energie von dort ins Netz der Preußenelektra einzuspeisen, erweiterte man das bereits seit Anfang der 1920er Jahre bestehende 60-kV-Umspannwerk um eine 110-kV-Schaltanlage und Leistungstransformatoren. Bis 1951 konnte die Leitungsverbindung Hardegsen–Rhumspringe–Pöhlde in Betrieb genommen werden.
Zusätzlich zum 60-kV-Netz entstand in Hardegsen auch eine Einspeisung ins 220-kV-Netz. Hierzu wurde an einem Abspannmasten der Leitung Lehrte–Borken, die unmittelbar am Umspannwerk vorbeiführte, eine um 90° versetzte Traverse unter die bestehenden Traversen montiert und einer der 220-kV-Stromkreise unterbrochen. Die beiden so voneinander getrennten Kreise wurden jeweils ins 220-kV-Schaltfeld der Umspannanlage geführt, womit eine Einschleifung entstand.
Ein weiteres Mal erweitert wurde das Umspannwerk in den 1970er Jahren, dabei wurde die Leitung Lehrte–Borken hier komplett unterbrochen, sodass beide Stromkreise jeweils in die Anlage führen.

#### Pumpspeicherkraftwerk Erzhausen

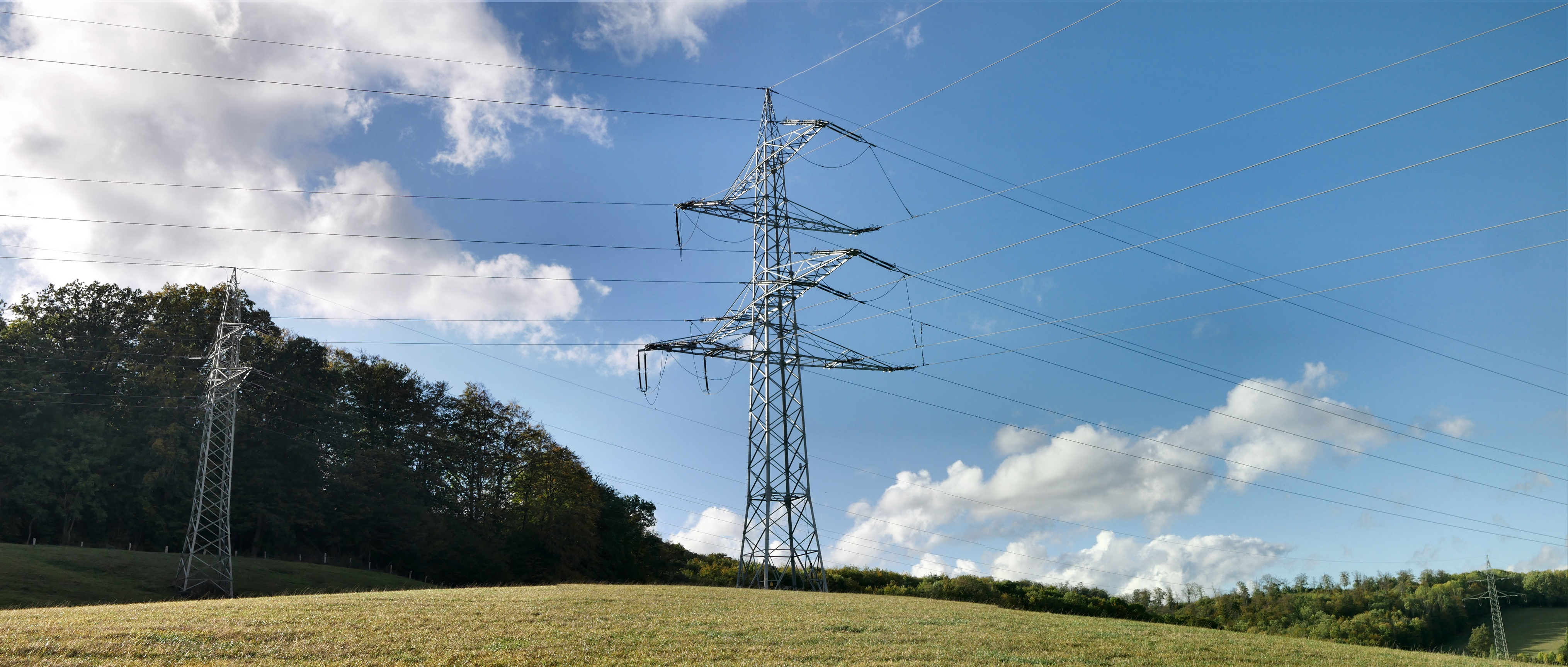
Abzweig zum Pumpspeicherwerk Erzhausen

Die Schaltanlage des im Jahr 1964 erbauten Pumpspeicherkraftwerks Erzhausen wurde über eine rund 5 km lange Doppelstichleitung an die Leitung Lehrte–Borken angebunden.

## Trassenverlauf

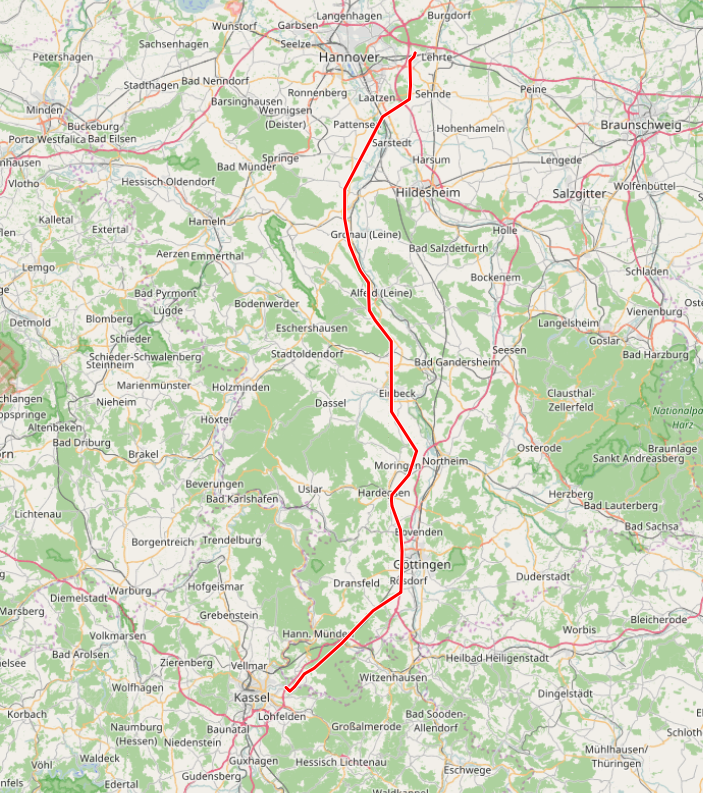
Verlauf des 2020 bestehenden Abschnitts der Leitung

### Heutiger Abschnitt
Der 2020 noch betriebene Teil der Leitung ist rund 140 km lang und endet im Süden am Umspannwerk Sandershausen. Sie beginnt am Umspannwerk Lehrte, das sich östlich von Hannover, rund 2 km südöstlich des Autobahnkreuzes Hannover-Ost befindet. Der zunächst nach Süden führende Verlauf ändert sich bei Müllingen, wo sie nach Westen schwenkt und unmittelbar südlich des Autobahndreiecks Hannover-Süd die A 7 überquert. Südlich von Laatzen erreicht das Tal der Leine, die zunächst auf Portalmasten in einem morastigen Gelände gequert wird.
Die Leitung wendet sich wieder nach Süden und folgt generell entlang der B 3 dem Leinetal westlich des Flusses aufwärts, vorbei an Schloss Marienburg und der Stadt Elze, und erreicht das Umspannwerk Godenau nördlich von Alfeld. Ab Godenau südlich geht es weiter das Leinetal aufwärts, wobei zunächst mit einer 5,2 km langen Stichleitung das Pumpspeicherkraftwerk Erzhausen angeschlossen wird. Von hier führt die Leitung direkt nach Süden auf Einbeck zu, überspannt westliche Gebiete der Stadt und schneidet damit eine Schleife der Leine durch Kreiensen ab. Die Ahlsburg und die Stadt Moringen werden östlich umgangen und das Umspannwerk Hardegsen erreicht.
Bei Holtensen wird zum dritten Mal die A 7 überquert, zu der die Leitung anschließend auf einige Kilometer parallel verläuft, an Göttingen vorbei. In diesem Abschnitt liegt das Umspannwerk Rosdorf, an das die Leitung nachträglich mit zwei neuen Abspannmasten angeschlossen wurde. Südlich des Rasthofes Göttingen-Ost verlässt die Leitung das Leinetal und führt über die A 7 hinweg fast geradlinig nach Südwesten über einen Höhenzug. Westlich von Hedemünden wird zunächst ein viertes Mal die A 7 nochmals gequert und anschließend das steile und tiefe Tal der Werra etwas oberhalb der Eisenbahn- und Autobahn-Werratalbrücken Hedemünden mit zwei großen Portalmasten überspannt. Das Spannfeld ist hier 430 m weit bei großem Durchhang und wird zusätzlich von der abschnittsweise parallel verlaufenden 110-kV-Bahnstromleitung der Schnellfahrstrecke Hannover–Würzburg überkreuzt.
Die südwestliche Richtung wird beibehalten, bis nördlich von Heiligenrode der Punkt erreicht wird, an dem die ursprünglich bis Borken weiterführende Leitung nach Rückbau nachträglich ans Umspannwerk Sandershausen angeschlossen wurde. Dazu wurde vom letzten Originalmasten eine rechtwinklig abzweigende 700 m lange Neuleitung erstellt, auf der die Leitung direkt vor dem Umspannwerk zum fünften Mal die A 7 quert.

### Demontierter Abschnitt
Die heute nicht mehr bestehende Fortführung der Leitung vom Umspannwerk Sandershausen zur Schaltanlage des Kraftwerks Borken führte zunächst weiter nach Südwesten, wo sie das Niestetal erreichte, dann durch Heiligenrode in südliche Richtung. Auf einem kurzen Abschnitt führte sie dabei in einiger Entfernung parallel zur A 7, überquerte westlich von Kaufungen die Bahnstrecke von Kassel nach Hessisch Lichtenau, durchquerte Vollmarshausen und den Söhrewald, ehe südlich von Guxhagen kurz hintereinander die Fulda, die A 7 und die Eder überquert wurden. Von dort aus folgte der Leitungsverlauf nach Südwesten, parallel zu den 380- und 110-kV-Leitungen zwischen Borken und Bergshausen. Bei Kleinenglis drehte sie wieder in südliche Richtung und mündete zusammen mit der baugleichen, vom Pumpspeicherwerk Waldeck kommenden Leitung in die 220-kV-Schaltanlage des Kraftwerks Borken ein.
Vom ehemaligen Verlauf zeugen heute noch einige gerodete Trassen, etwa in Heiligenrode und im Söhrewald. Hier wurden sogar beim Bau der Bahnstromleitung für die Schnellfahrstrecke Hannover–Würzburg in den 1980er Jahren für diese höhere Masten parallel zur Trasse in den Wald gesetzt. Zwischen dem Söhrewald und Borken entsprach der Verlauf dem heute noch bestehenden Trassenband aus der 380-kV- und der 110-kV-Leitung.

## Technischer Aufbau

### Leiterseile

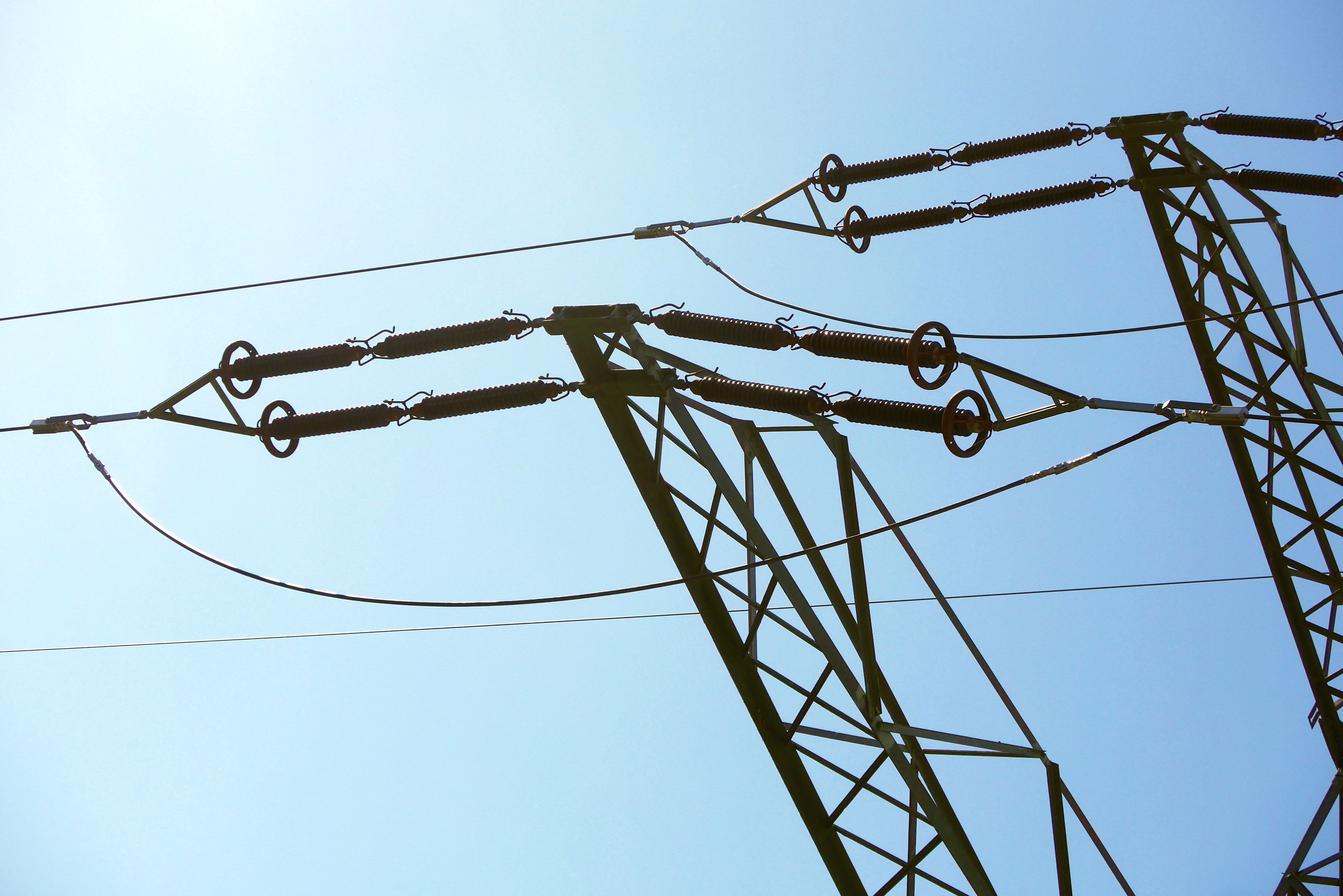
Detail der Leiterseilaufhängung.

Die Leitung verwendet für die beiden aufliegenden 220-kV-Stromkreise nach wie vor Einzelleiter. In den Anfangsjahren der Energieversorgung mit Höchstspannung wurden hierfür spezielle Kupfer-Hohlseile entwickelt, die durch Nute an der Außenkante zusammengehalten werden, wodurch das Seilinnere hohl ist und somit bei einem größeren Durchmesser Gewicht eingespart werden kann. Jedoch kommt es in Einzelleitern bei hohen Spannungen zu einer Erhöhung der Randfeldstärke, die zu Koronaverlusten führt. Seit vielen Jahrzehnten sind daher Bündelleiter Stand der Technik, bei denen eine einzelne Phase auf in der Regel zwei bis vier Leiterseile verteilt wird. Hierdurch wird dieselbe elektrische Spannung auf einen größeren Leitungsdurchmesser verteilt, wodurch es zu einer geringeren Wellenimpedanz kommt, die wiederum einem günstigeren Betrieb der Leitung unter Vermeidung von zu hohen Leistungsverlusten zugutekommt.
Bei Inbetriebnahme der Leitung wurden für den zuerst aufgelegten Stromkreis Hohlseile aus Kupfer verwendet, die einen Durchmesser von 28 mm besitzen, wobei das Material eine Querschnittsfläche von 210 mm² aufweist. Das Hohlseil wird gebildet durch sechs Lamellen, die mit Nut und Feder miteinander verbunden sind. Das gleiche Leiterseil wurde auch auf der Leitung vom Pumpspeicherwerk Waldeck zum Kraftwerk Borken verwendet. Als der zweite Stromkreise auf der Leitung verlegt wurde, nutzte man ein Stahl-Aluminium-Seil.
Das zuerst aufgelegte Dreiphasensystem wurde nicht, wie es bei heutigen Freileitungen üblich ist, auf einer Mastseite angeordnet, sondern beidseitig – je ein Leiterseile war auf einer Seite der oberen Traverse, das dritte auf einer Seite der unteren Traverse verlegt. Da mit Auflage des zweiten Systems allerdings standardmäßig jede Mastseite für ein System vorgesehen war, nutzte ein System zwei Kupfer- und Stahl-Alu-Seil, das andere System ein Kupfer- und zwei Stahl-Alu-Seile. Damit alle drei Phasen des Stromkreises den gleichen elektrischen Leitwert aufweisen, wurden die Stahl-Alu-Seile bei gleichem Durchhang mit einem anderen Querschnitt ausgeführt als die Kupferseile. Für später gebaute 220-kV-Leitungen der Preußenelektra nutzte man grundsätzlich nur noch Stahl-Aluminium-Seile mit 28 mm Durchmesser.
Als Blitzschutz und zur Verbesserung der Erdung ist auf der Mastspitze ein einzelnes Erdseil montiert, das auch bei den Portalmasten im Leitungsverlauf, die eigentlich aus zwei miteinander verstrebten Masten bestehen, als einzelnes Seil ausgeführt wurde. Das Erdseil wird in diesem Fall über die Oberkante der obersten Quertraverse geführt.

### Masten
Anders als das RWE, das für sein 220-kV-Netz auf Tonnen- und Tannenbaummasten mit drei Traversen setzte, baute die Preußenelektra auf ihrer Leitung erstmals auf der Höchstspannungsebene Donaumasten. Mit ihrem schmalen Schaft und dem A-förmigen Erdseilträger auf der Spitze ähneln sie optisch den meisten zur damaligen Zeit gebauten Hochspannungs-Freileitungen. Die für heutige Standards niedrige Bauhöhe sorgt zusammen mit den verhältnismäßig weit ausladenden Traversen für eine sehr gedrungene Erscheinungsform.
Abspannmasten der Leitung sind in der Regel belastungsstärker gebaut als Tragmasten, da die Zugkräfte der Leiterseile hier aus verschiedenen Richtungen wirken. Sie weisen beispielsweise eine größere Mastspitze und breitere Traversen auf. Zwischen dem nördlichen Endpunkt am Umspannwerk Lehrte und Rethen werden massivere Masten als auf dem Rest der Strecke verwendet.
Alle Originalmasten der Leitung, sowohl Trag- als auch Abspannmasten, stehen auf einem Blockfundament aus Beton. Diese sind zwar weitaus stabiler als die damals für Tragmasten bei Leitungen geringerer Spannung häufig verwendeten Schwellenfundamenten aus Holz, entsprechen jedoch auch nicht mehr dem heutigen Standard. Nach dem Zweiten Weltkrieg setzte sich die heute übliche einzelne Blockfundamentierung der vier Eckstiele der Masten durch, bei der Preußenelektra erstmals 1951 auf der Leitung Borken–Aschaffenburg angewendet.
Dort, wo weite Spannfelder nötig waren, wurden die Masten auf beiden Seiten der Überspannung als Portalmasten gebaut, die ebenfalls zwei Traversen in Donauanordnung aufweisen, jedoch zwei Masttürme. Jeweils die innenliegende Phase beider Stromkreise wird dabei auf dem Traversenstück zwischen den beiden Türmen geführt, sodass ein größerer Abstand zwischen den einzelnen Phasen gegeben ist und diese sich im tiefer durchhängenden Spannfeld nicht zu nahe kommen.

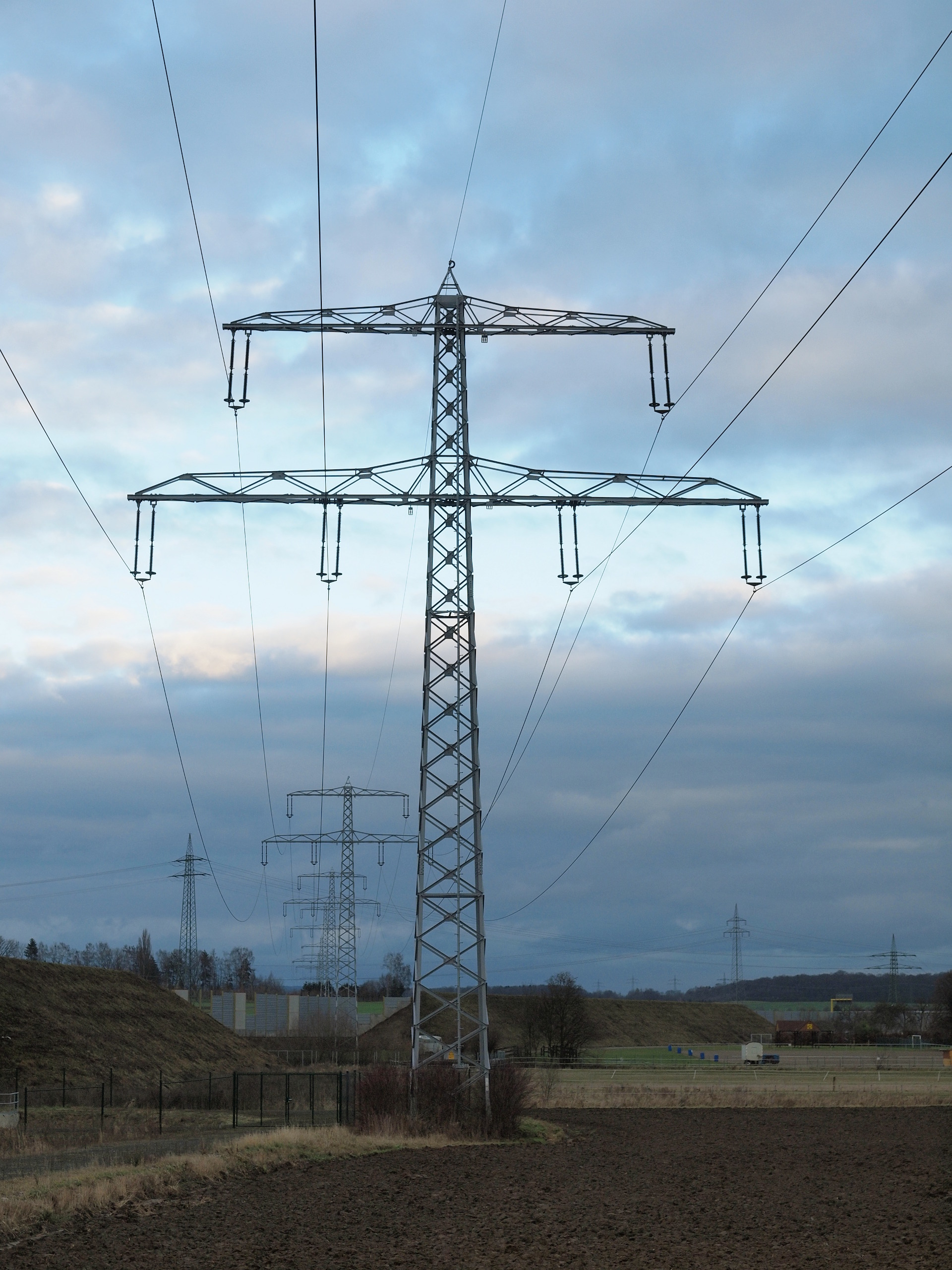
Charakteristisches Mastbild der ersten Generation der Originalleitung, hier bei Göttingen.
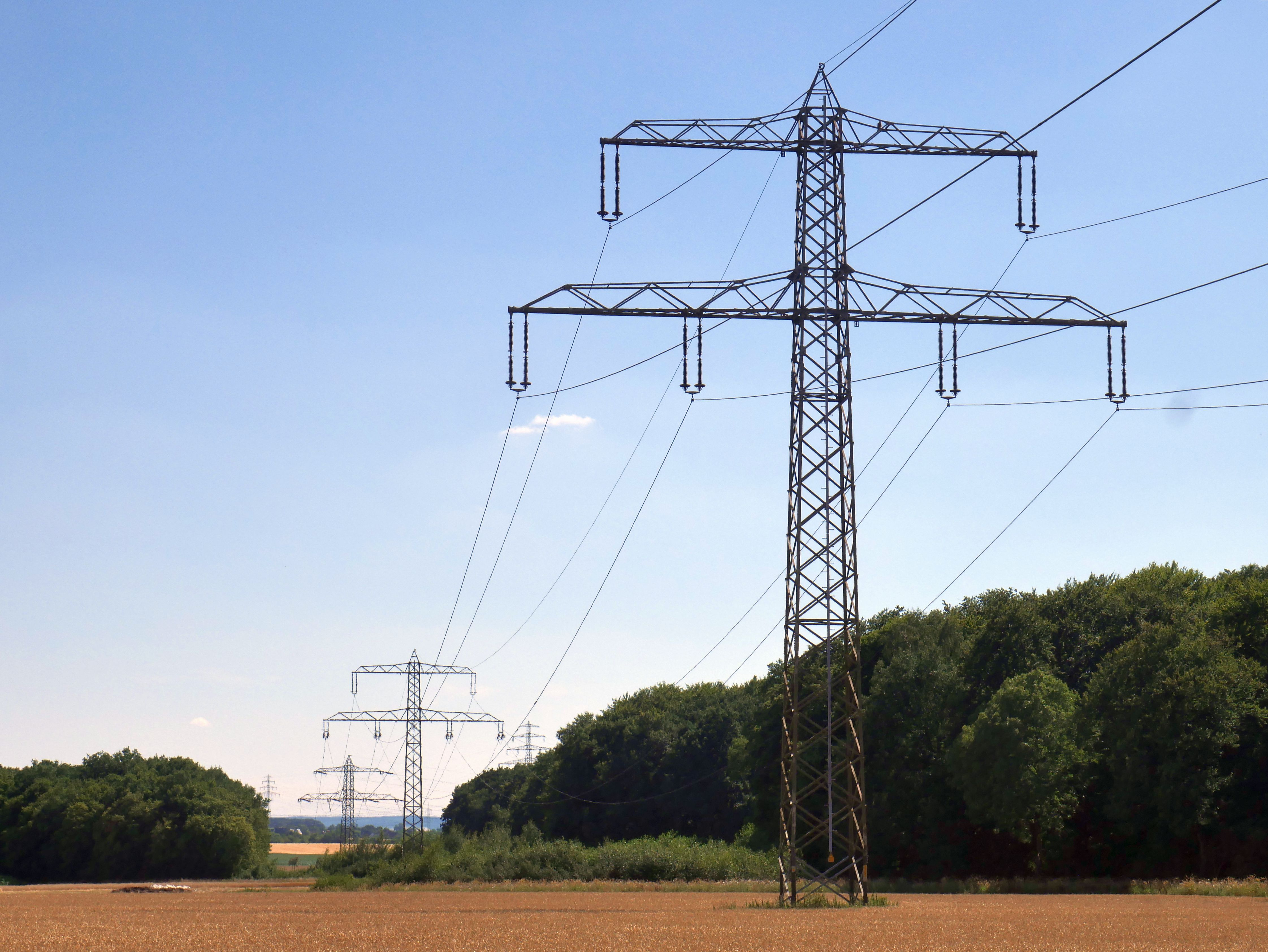
Mast der zweiten Generation bei Hannover, diese Masten sind etwas robuster.
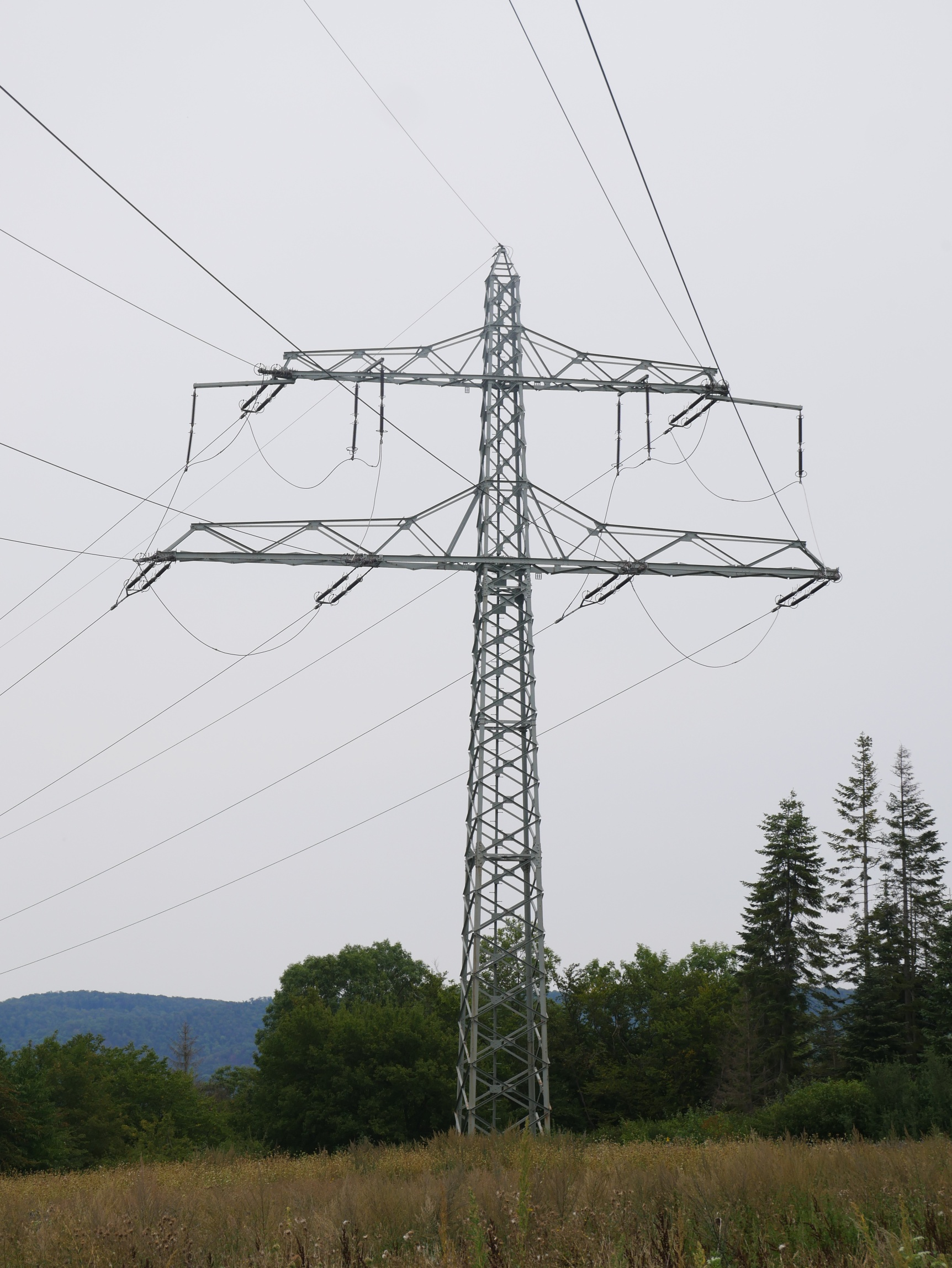
Eck- und Verdrillmast bei Warzen (Alfeld/Leine)
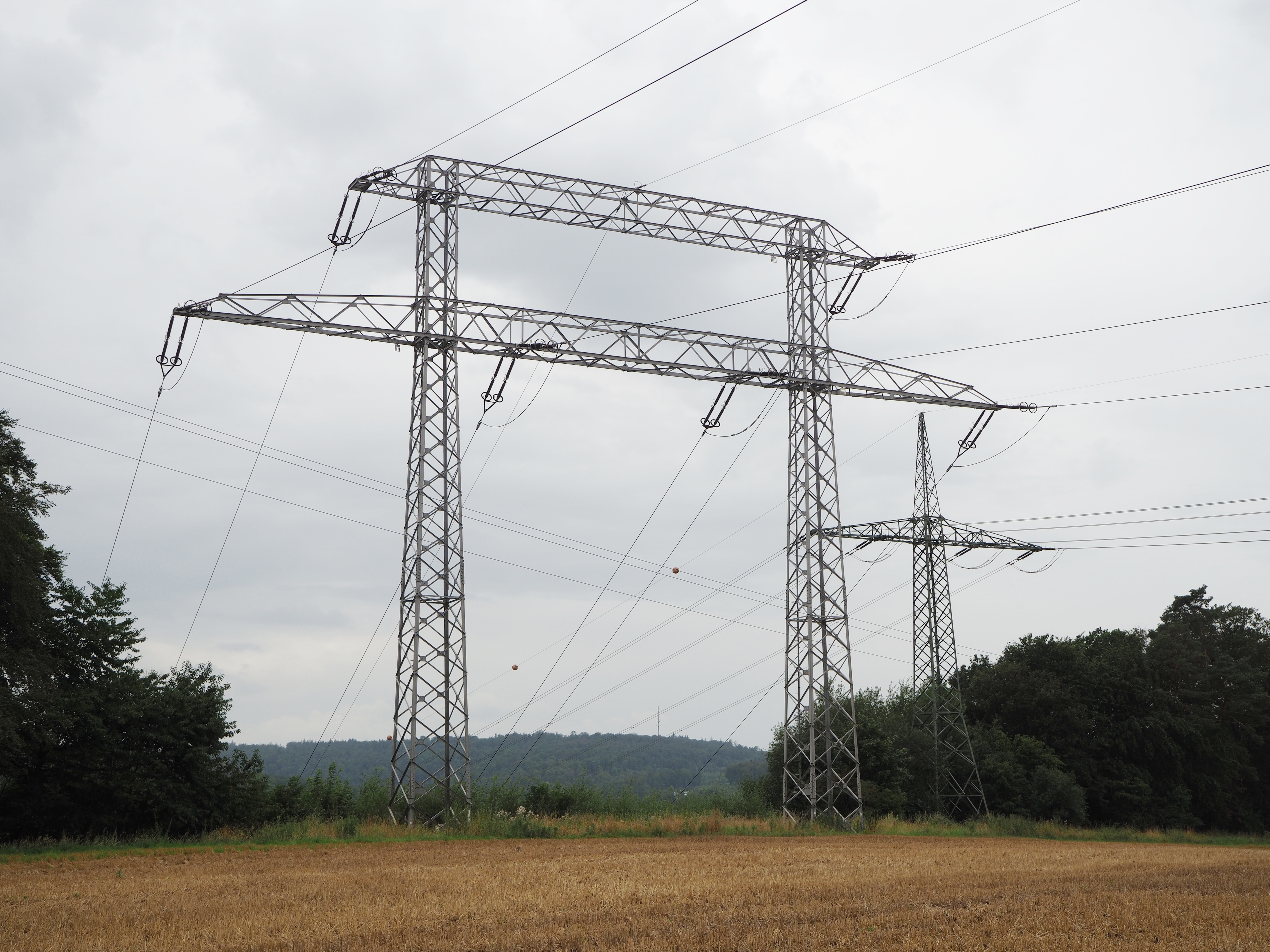
Portalmast der Werratalquerung (Nordseite), zwischen den Beinen führt ein Feldweg hindurch. Dahinter ein Mast der kreuzenden Bahnstromleitung.

#### Maße
In der Broschüre Entwicklung und Ziele der Preußenelektra aus dem Jahr 1931 werden Abmessungen und Gewicht der standardisierten Masten beschrieben: Ein Tragmast der Leitung Lehrte–Borken hat eine Gesamthöhe von 31,5 m und wiegt etwa 13 t. Die untere Traverse hat eine Gesamtbreite von 25 m, die obere von 17 m, dabei beträgt der Abstand beider Traversen zueinander 7 m. Abspannmasten weichen in ihren Maßen aufgrund der jeweils unterschiedlichen Belastungen von den Standardmaßen des Tragmasten ab, ihr Gewicht wird mit rund 17 t angegeben.
Eine Technische Zeichnung eines Tragmasten der Leitung findet sich in der Denkschrift zum 25-jährigen Bestehen der Preußenelektra. Demnach ist das Fundament standardmäßig 4,5 m breit, der Mast selbst an seinem Fuß 2,85 m. Die obere Traverse ist bis zu 1,3 m hoch, die untere bis zu 1,65 m. Die Mastspitze ist im Vergleich zu heutigen Leitungen sehr kurz gehalten und nur 1 m hoch.
Das Spannfeld zwischen zwei Masten beträgt im Normalfall 330 m, wobei ein Mindestabstand von 7,5 m zum Boden in der Mitte des Feldes eingehalten wird. Bei Flussquerungen, etwa der Überspannung des Werratals, wurde hiervon abgewichen. Die Kabel wurden bei Tragmasten ursprünglich an einfachen, 12-gliedrigen Kettenisolatoren, bei Abspannmasten an 13-gliedrigen Abspannketten aufgehängt. Im Laufe der Zeit wurden die Isolatoren jedoch größtenteils ersetzt durch eine heute standardmäßige Aufhängung an zwei parallelen Langstab-Isolatorketten.

#### Ersatzneubauten
Einzelne Leitungsmasten wurden bei Umbauten durch modernere Konstruktionen ersetzt. Dies betrifft vor allem die Masten im Umfeld von später an die Leitung angeschlossenen Umspannwerken (Godenau, Erzhausen, Hardegsen, Rosdorf, Sandershausen). Insbesondere entlang der A 7 bei Göttingen wurden zahlreiche Masten durch Neukonstruktionen ersetzt. Der Mast, der im Zuge der Neugestaltung der Anschlussstelle Göttingen-Nord 2009/10 etwas versetzt neu errichtet wurde, ist in seiner Gestaltung den Originalmasten angelehnt.

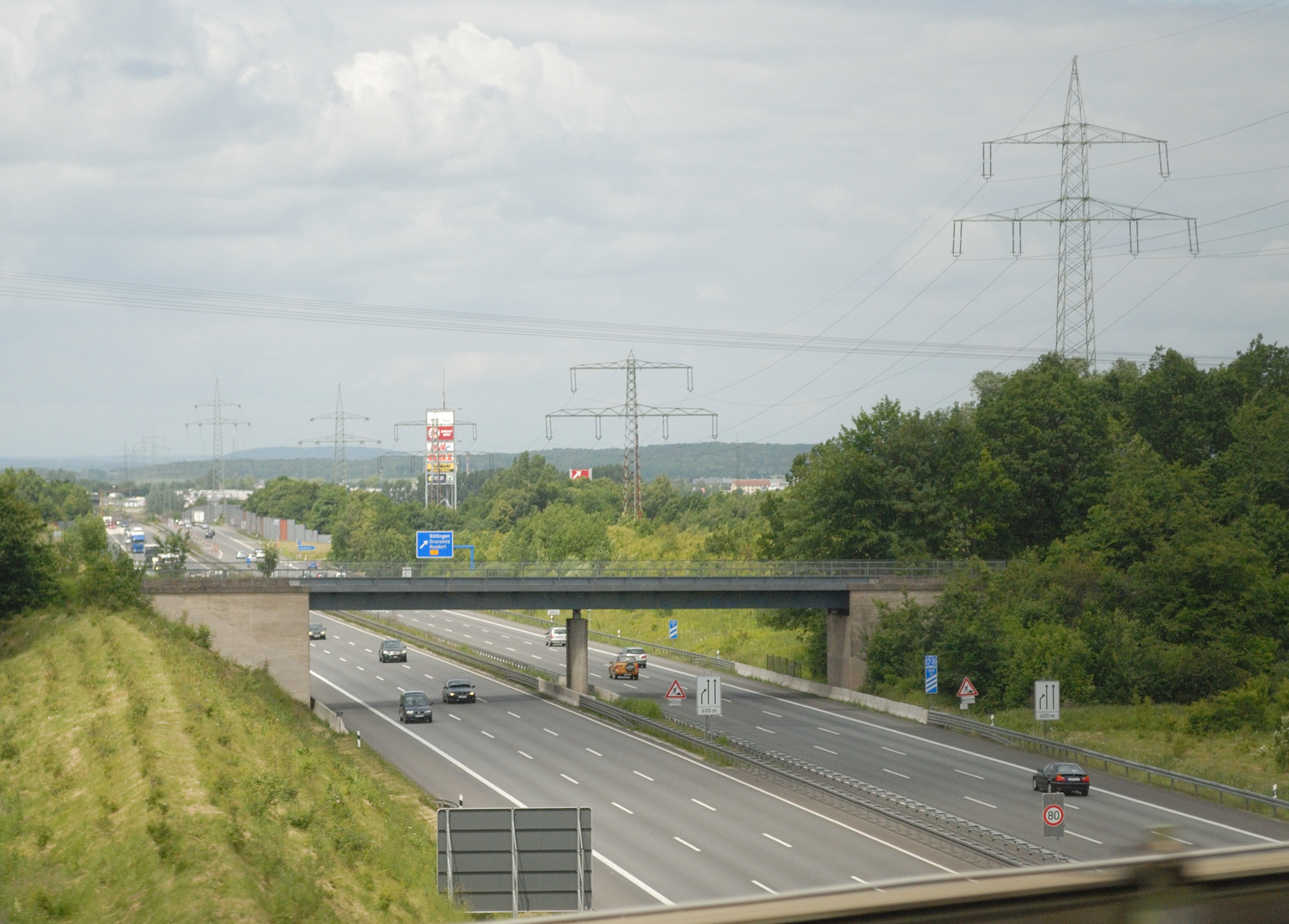
Die Leitung neben der A 7 bei Göttingen. In Bildmitte und links dahinter stehen noch Originalmaste, die anderen sind neuere Konstruktionen.
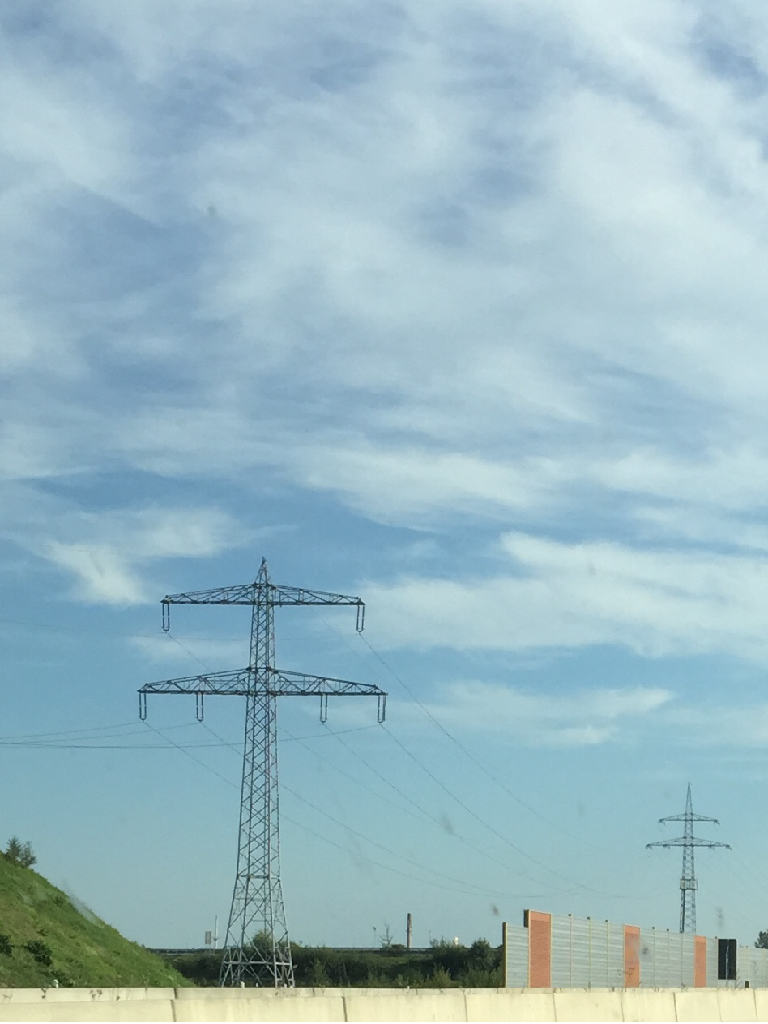
Erneuerter Mast bei Göttingen, dem Originalbild nachempfunden.

## Rückbau

### Sandershausen–Borken
Das Kraftwerk Borken wurde zum 15. März 1991 stillgelegt, nachdem schon 1988 infolge des Grubenunglücks von Stolzenbach der Braunkohlebergbau und 1991 in Zimmersrode schließlich auch der Abbau der Braunkohle im Tagebau eingestellt wurde. Eigentlich sah die Preußenelektra vor, das Kraftwerk erst 1993 vom Netz zu nehmen und durch ein moderneres Großkraftwerk zu ersetzen. Die vorhandene 220-/110-kV-Schaltanlage wurde jedoch noch einige Zeit als einfaches Umspannwerk weiterbetrieben. Auch die 110-kV-Freileitung zum Kraftwerk Wölfersheim, das im Oktober 1991 schließlich auch stillgelegt wurde, existierte weiterhin.
Die in den Jahren 1974 bis 1975 gebaute 380-/110-kV-Umspannanlage in der Nähe des Kraftwerks Borken wurde nicht als Einspeisung aus dem Braunkohlekraftwerk, sondern als reiner Netzknotenpunkt konzipiert und hatte daher auch keine Verbindung zur Freiluftschaltanlage direkt am Kraftwerk. Allerdings war zu dieser Zeit Borken als Standort eines Kernkraftwerks vorgesehen, dessen erzeugte elektrische Energie über dieses Umspannwerk ins Netz eingespeist werden könnte. Das Kernkraftwerk wurde als Konsequenz der Nuklearkatastrophe von Tschernobyl letztlich nie gebaut.
Zum 17. Juni 1994 wurde die alte Kraftwerksschaltanlage außer Betrieb genommen. Die 110-kV-Leitung nach Wölfersheim wurde in den Jahren 1993 und 1994 abgebaut, nachdem auf der parallel verlaufenden 380-kV-Leitung von Borken zum Umspannwerk Gießen-Nord zwei 110-kV-Kreise montiert wurden, wofür der vorher installierte 220-kV-Kreis wegfiel. Bis 1995 wurde die alte 220-/110-kV-Anlage in Borken schließlich komplett abgerissen.
Ein genaues Datum, wann der Leitungsabschnitt zwischen Sandershausen und Borken abgebaut wurde, ist nicht bekannt, es geschah jedenfalls nach der Stilllegung der alten Borkener Schaltanlage. Auf der Netzkarte der Deutschen Verbundgesellschaft (DVG), die das deutsche Höchstspannungsnetz mit Stand Januar 1994 darstellt, ist die Leitung noch eingezeichnet.

### Godenau–Sandershausen (geplant)

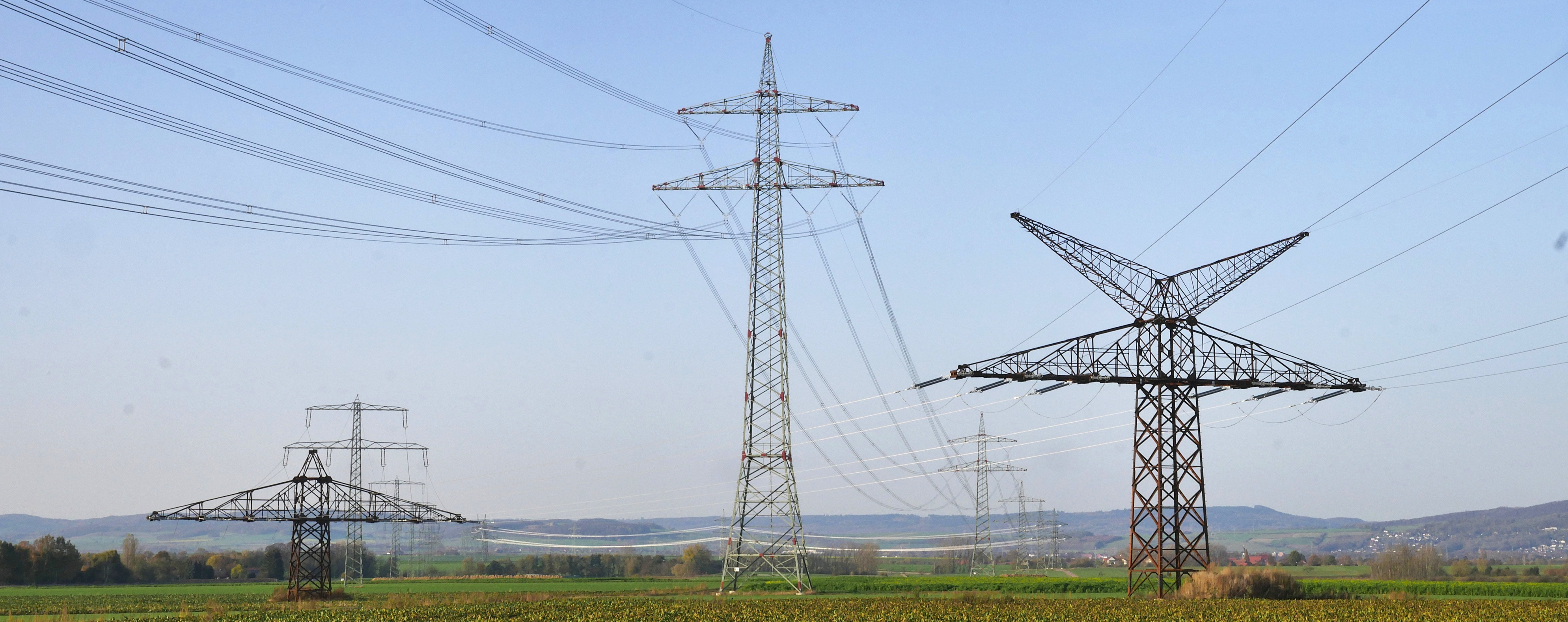
Neubau bei Strodthagen; die bestehende Leitung unterquert die Neubauleitung auf sehr niedrigen Behelfsmasten

Zwischen Godenau und Sandershausen soll die 220-kV-Leitung zurückgebaut werden, nachdem die neu errichtete 380-kV-Leitung Wahle–Mecklar im November 2024 in Betrieb gegangen ist, an die das Pumpspeicherwerk Erzhausen mit einem 2 km langen Erdkabel neu angebunden wurde.